# Pimelea nitens
Pimelea nitens är en tibastväxtart. Pimelea nitens ingår i släktet Pimelea och familjen tibastväxter.

## Underarter
Arten delas in i följande underarter:
- P. n. aspera
- P. n. nitens